# Somogysimonyi
Somogysimonyi es un pueblo ubicado en el distrito de Marcali, en el condado de Somogy, Hungría.

## Superficie
Posee una superficie de 15,82 kilómetros cuadrados.

## Demografía
Hasta 2019 la población era de 74 habitantes, con una densidad de población de 4,678 habitantes por kilómetro cuadrado.